# 卢西亚诺·奥尔金
卢西亚诺·奥尔金（Luciano Olguín，1982年3月9日—），是阿根廷职业足球运动员，司职前锋。

## 俱乐部生涯
卢西亚诺曾经效力于竞技、圣马丁、安特卫普、KSK贝弗伦和佩亚列科斯等球队。2010年7月27日加盟中超球队天津泰达，他在2010赛季下半程为天津泰达队出场12次打进6球。
2011年9月24日，卢西亚诺在天津泰达客场0比4不敌广州恒大的比赛中和广州队后卫保隆相撞，导致右侧颅骨塌陷性骨折，颈椎第五节骨裂，虽然经手术后恢复良好，但也宣告他提前告别2011赛季。赛季结束后，天津泰达决定不和他续约，他在2011赛季为天津泰达队出场22次打进9球。
2012年3月，卢西亚诺和中国足球甲级联赛球队呼和浩特东进以27万美金的身价签约。
2013年2月9日，卢西亚诺加盟阿塞拜疆哈扎尔利高伦。
2013年5月10日，卢西亚诺加盟阿根廷布朗海军上将。
2014年7月4日，卢西亚诺和北美联赛坦帕湾暴徒签约。2014年11月赛季结束成为自由球员,，并与赛季结束后宣布退役。
之后转型为足球经纪人。
在2018年，受其出道时的老队友——波韦尼尔俱乐部主席的邀请，加盟波韦尼尔俱乐部。据卢西亚诺接受采访说：“一直以来，他都有一个想法，就是把那些当过职业球员的老朋友们召集到一起，为波韦尼尔队踢球。我觉得他的这个想法很有趣，于是就开始恢复训练，然后代表波韦尼尔队比赛。我们做得很不错，虽然球队最终在半决赛中输了球，没能杀入决赛，但球队中的每一个人都很享受这段时光。对我而言，这就像是职业生涯又回到了起点，当年我还是小孩子时，带着成为职业球员的梦想一个人到布宜诺斯艾利斯去闯荡，当时他们就是我的队友，现在我们又在一起踢球了，足球还真是不可思议！”
在2020年初，萨尔门托专门为他组织的一场谢幕战。
接受采访时，卢西亚诺也对中国的新冠肺炎疫情表示：“我知道现在中国正经历着一个非常困难的时期，在此我想向所有中国人表达我的敬意和爱。我确信中国人民非常强大，你们一定能够战胜疫情，让生活恢复如常，因为我知道你们和我一样，都是真正的斗士！”